# Atlanta, Birmingham and Coast Railroad
L'Atlanta, Birmingham and Coast Railroad (sigle de l'AAR: ABC) était un chemin de fer américain de classe I, qui apparut en 1926 à la suite de la réorganisation de plusieurs compagnies dont les origines remontent à 1887. La ligne principale reliait Brunswick, Géorgie à Birmingham, Alabama avec un embranchement vers Atlanta, Géorgie. Aux prises avec des problèmes financiers, il fut racheté par l'Atlantic Coast Line Railroad en 1946.

## L'Atlantic and Birmingham Railroad
Le Waycross Air Line Railroad fut enregistré le 14 octobre 1887, et commença ses opérations en 1890 entre Waycross et Sessoms, Géorgie, distant de 40 km. La ligne atteignit Nicholls en 1897, Douglas en 1900, et Fitzgerald en 1901. En novembre 1901, la compagnie modifia ses statuts pour réaliser une extension jusqu'à Birmingham, Alabama, et se rebaptisa Atlantic and Birmingham Railroad (A&B). 
Le premier tronçon de ligne, engagé par l'A&B entre Fitzgerald et Cordele, fut achevé le 25 mai 1902. Le suivant, d'une longueur de 50 km reliant Cordele à Montezuma, fut mis en service en mars 1903.

## L'Atlantic and Birmingham Railway
Le 3 décembre 1903, l'Atlantic and Birmingham Railroad fut consolidé avec le Tifton and Northeastern Railroad et le Tifton, Thomasville and Gulf Railway pour constituer l'Atlantic and Birmingham Railway (A&B). En mars 1904, il racheta le Brunswick and Birmingham Railway (1900-1904), lequel exploitait 2 lignes qui reliaient Brunswick à Nicholls, et Bushnell à Crystal Lake (situé à 6,4 km au nord-ouest d'Irwinville) sur la rivière Alapaha. Cette acquisition permit une importante connexion vers le port de Brunswick, Géorgie. L'A&B se trouvait à la tête d'un réseau d'une longueur de 547 km, permettant de relier Brunswick à Montezuma, Waycross à Nicholls, Fitzgerald à Thomasville, et Bushnell à Cruystal Lake. Deux ans plus tard, il fut racheté par l'Atlanta, Birmingham and Atlantic Railroad, spécialement créé pour prolonger le réseau de l'A&B vers Atlanta, Géorgie.

## L'Atlanta, Birmingham and Atlantic Railroad
Cette compagnie fut créée en 1905 pour consolider l'A&B et prolonger le réseau vers Birmingham, Alabama à l'est, et Atlanta au nord. Le rachat eut lieu en avril 1906, et les travaux d'extensions commencèrent rapidement.
La ligne relia Montezuma à Talbotton, Géorgie en 1906, puis LaGrange, Géorgie en janvier 1907, et finalement Birmingham à l'été 1908. Par contre les revenus dégagés par la mise en service de la ligne Manchester / Atlanta ne furent pas suffisant pour garantir la solvabilité de la compagnie qui fut placé en redressement judiciaire en 1909.  
À partir de cette année-là, l'AB&A adopta comme surnom The Bee Line (c'est a dire, la ligne droit), pour mettre en avant sa route directe entre Birmingham et la côte Atlantique, alors que celle entre Atlanta et Brunswick l'était moins.

## L'Atlanta, Birmingham and Atlantic Railway
En 1914, la compagnie fut réorganisée sous le nom d'Atlanta, Birmingham and Atlantic Railway. Malgré son manque perpétuel de fonds, l'AB&A réussit à maintenir l'essentiel de ses exploitations. Le seul abandon de ligne concerna le petit embranchement qui reliait Ocilla à Crystal Lake en 1916-1917. 
L'AB&A fut saisi en 1922. Les problèmes financiers obligèrent l'AB&C à se réorganiser sous le nom d'Atlanta, Birmingham and Coast en 1926. 

### La taille du réseaut
| Nom                  | Villes reliées           | Longueur (en km) |
| -------------------- | ------------------------ | ---------------- |
| Main Line            | Birmingham - Brunswick   | 462              |
| Thomasville Line     | Fitzgerald - Thomasville | 129              |
| Waycross Line        | Sessom - Waycross        | 42               |
| Chrystal Lake Branch | Bushnell - Chrystal Lake | 53               |

### Le parc roulant
Poor's Publishing Co précisait dans son Manuel de 1923 que l'AB&A possédait 81 locomotives, 60 voitures de voyageurs, et 2700 wagons de marchandises. 

### Les vestiges
Le bâtiment utilisé pour les bureaux et la gare terminus de l'AB&A à Atlanta est situé à l'angle de Fairlies Street et de Walton Street dans le centre-ville. Il est actuellement utilisé par les bureaux   Fulton County Department of Families and Children's Services. Sur deux côtés de la façade supérieure du bâtiment se trouvent toujours gravés dans la pierre les mots: "Atlanta, Birmingham and Atlantic Railroad".

## L'Atlanta, Birmingham and Coast Railroad
L'Atlanta, Birmingham and Coast Railroad (sigle de l'AAR: ABC) fut organisé en 1926 pour remplacer l'Atlanta, Birmingham and Atlantic Railway. La compagnie était surnommée "the ABC". L'AB&C était contrôlé par l'Atlantic Coast Line Railroad (ACL) qui possédait la majorité de son capital. En 1946, l'ACL racheta la totalité de l'AB&C qui constitua la Western Division.

### Traduction
- (en) Cet article est partiellement ou en totalité issu de l’article de Wikipédia en anglais intitulé « Atlanta, Birmingham and Atlantic Railway » (voir la liste des auteurs).